# Kanton Le Mesnil-Esnard
Kanton Le Mesnil-Esnard is een kanton van het Franse departement Seine-Maritime. Het kanton maakt deel uit van het arrondissement Rouen. 
Het telde in 2017 45 670 inwoners, dat is een dichtheid van 130 inwoners/km².
De oppervlakte bedraagt 352,58 km².

## Geschiedenis
Dit kanton is ontstaan door de herindeling van de kantons bij decreet van 27 februari 2014, met uitwerking op 22 maart 2015. 

## Gemeenten
Het kanton Le Mesnil-Esnard omvatte bij zijn oprichting 44 gemeenten.
Door de samenvoeging op 1 januari 2017 van de gemeenten Buchy, de Bosc-Roger-sur-Buchy et d'Estouteville-Écalles  tot de fusiegemeente (commune nouvelle) Buchy omvat het kanton sindsdien volgende 42 gemeenten: 
- Auzouville-sur-Ry
- Bierville
- Blainville-Crevon
- Bois-d'Ennebourg
- Bois-Guilbert
- Bois-Héroult
- Bois-l'Évêque
- Boissay
- Boos
- Bosc-Bordel
- Bosc-Édeline
- Buchy
- Cailly
- Catenay
- Elbeuf-sur-Andelle
- Ernemont-sur-Buchy
- Franqueville-Saint-Pierre
- Fresne-le-Plan
- Grainville-sur-Ry
- Héronchelles
- Longuerue
- Martainville-Épreville
- Le Mesnil-Esnard
- Mesnil-Raoul
- Montmain
- Morgny-la-Pommeraye
- La Neuville-Chant-d'Oisel
- Pierreval
- Préaux
- Rebets
- La Rue-Saint-Pierre
- Ry
- Saint-Aignan-sur-Ry
- Saint-André-sur-Cailly
- Saint-Denis-le-Thiboult
- Saint-Germain-des-Essourts
- Saint-Germain-sous-Cailly
- Sainte-Croix-sur-Buchy
- Servaville-Salmonville
- Vieux-Manoir
- La Vieux-Rue
- Yquebeuf